# Bank of Shanghai
Die Bank of Shanghai Corporation Limited (BOSC) ist eine städtische Geschäftsbank mit Sitz in Pudong (Shanghai) in der Volksrepublik China. Mit einer Bilanzsumme von ca. 278 Milliarden US-Dollar im Jahre 2018 gehört sie zu den 100 größten Geldhäusern weltweit.

## Geschichte
Die Bank wurde im Dezember 1995 gegründet, um lokale Unternehmen während Chinas wirtschaftlicher Öffnung mit Krediten zu versorgen. Im September 1999 und im Dezember 2001 erhielt die Bank of Shanghai Kapitalbeteiligungen von der International Finance Corporation, der Weltbank, Hongkong and Shanghai Banking Corporation (HSBC) sowie der Shanghai Commercial Bank.
Am 11. Dezember 2013 verkaufte HSBC ihre 8,0 % Beteiligung an der Bank of Shanghai an die spanische multinationale Bankengruppe Banco Santander, die damit der drittgrößte Anteilseigner wurde.  Die beiden größten Eigner sind die Stadtregierung Shanghai (26,64 %) und die chinesische Regierung (12,1 %). Unternehmen in Staatsbesitz halten insgesamt die Mehrheit der Anteile.
Im Jahr 2016 beantragte die Bank of Shanghai die Zulassung für den Börsengang. Seit 2017 ist die Bank Teil des SSE 50 Index des Shanghai Stock Exchange.